# La llamada de Cthulhu (juego de rol)
La llamada de Cthulhu es un juego de rol de horror ambientado en los años veinte y en particular en los «mitos de Cthulhu», universo de ficción iniciado por el escritor estadounidense Howard Phillips Lovecraft. El título del juego retoma el del relato de mismo título que Lovecraft había escrito en 1926 y publicado por primera vez en 1928. Este juego de rol fue publicado por primera vez en Estados Unidos por la editorial Chaosium en 1981 y se encuentra actualmente en su séptima edición. El principal autor del juego, Sandy Petersen, diseñó La llamada de Cthulhu aplicando al universo de ficción de Lovecraft el sistema de juego genérico de Chaosium, Basic Role-Playing (1980), extrapolado a su vez de otro juego de rol de Chaosium, RuneQuest (1978).

## Sistema de juego
El sistema de juego de La llamada de Cthulhu es el que Chaosium primero creó para su juego de rol RuneQuest en 1978 y que empezó a publicar a partir de 1980 bajo el título Basic Role-Playing (o BRP para abreviar) para aplicarlo a casi todos los juegos de rol que publicaría durante los años 80. Stormbringer fue, en 1981, el primer juego de rol de Chaosium independiente de RuneQuest en estar basado en Basic Role-Playing. La llamada de Cthulhu fue el segundo, publicado poco después que Stormbringer en ese mismo año de 1981. Existe sin embargo, desde 2001, una edición de La llamada de Cthulhu publicada bajo licencia por Wizards of the Coast y que no usa el sistema BRP sino el sistema d20.
El sistema de BRP está basado esencialmente en el uso de un dado de cien para resolver las acciones de los personajes. A estos efectos las habilidades de los personajes están expresadas mediante un porcentaje y el éxito en una acción relacionada con una de esas habilidades se obtiene cuando un jugador realiza una tirada de dado de cien igual o inferior al porcentaje que su personaje tiene en la habilidad en cuestión. Si por ejemplo un personaje tiene un 25% en «Conducir Automóvil» y se ve obligado a conducir por el borde de un acantilado, el personaje y su vehículo caerán por el acantilado si el jugador que interpreta al personaje obtiene una tirada superior a 25. La conducción sería exitosa en caso de obtener 25 o menos. Otro personaje que tuviera 85% en esa misma habilidad de conducción sería evidentemente mejor conductor, pues su jugador tendría menos dificultad en obtener 85 o menos en su tirada de dado de cien. Los porcentajes atribuidos a las habilidades se ven sin embargo modificados según las condiciones en las que se encuentre el personaje. Los modificadores, positivos o negativos, los decide en general el director de juego. Si por ejemplo el personaje que tiene 85% en «Conducir Automóvil» está herido de bala en un brazo, el director de juego puede decidir que sus tiradas de «Conducir Automóvil» sufran de un modificador negativo de 25% (su 85% se ve entonces reducido a un 60%).
Además del sistema porcentual, que es el que rige las resoluciones de acciones, el sistema de juego de La llamada de Cthulhu prevé otras reglas para otros aspectos del juego, como el combate (con armas de fuego, aunque también con armas de combate cuerpo a cuerpo, puños, patadas etc.), la magia (en La llamada de Cthulhu la magia está esencialmente destinada a invocar horribles criaturas espeluznantes venidas de otras dimensiones) o la cordura (una de las originalidades del juego: en acorde a como sucede en los relatos de Lovecraft, los personajes están en todo momento corriendo el riesgo de perder parcial o definitivamente su salud mental, especialmente al descubrir los horrores sobrenaturales que se esconden detrás de la realidad cotidiana). Debido a este aspecto ocultista del universo lovecraftiano el juego designa a los personajes jugadores como «investigadores» y al director de juego como «guardián de los arcanos».

## Universo de juego

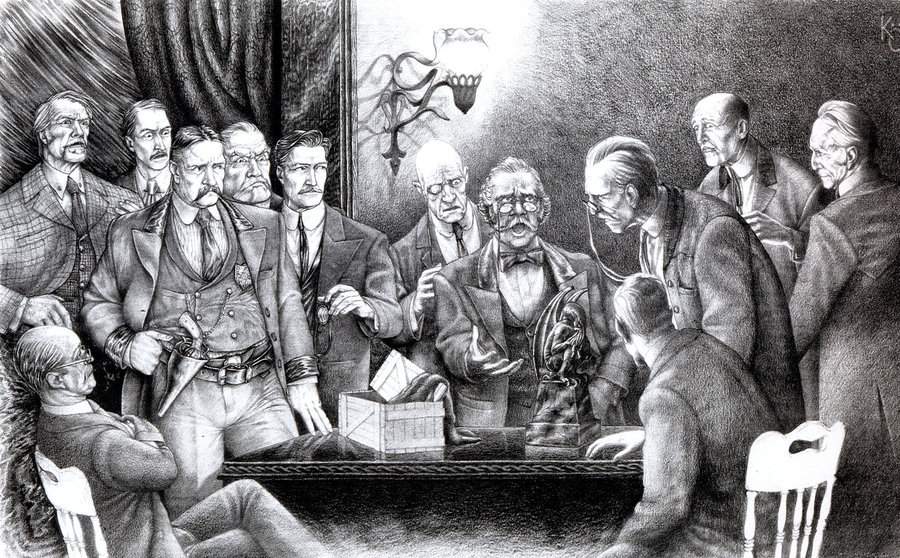
El inspector Legrasse entrega una curiosa estatuilla de Cthulhu a un grupo de científicos. Ilustración de Korkut Öztekin basada en el cuento La llamada de Cthulhu de Howard Phillips Lovecraft.

La llamada de Cthulhu se apoya en los mitos de Cthulhu, el mundo creado por el escritor estadounidense Howard Phillips Lovecraft y un círculo de autores que se intercambiaban relatos entre ellos aproximadamente desde 1920 a 1930.
H. P. Lovecraft creó un horror propio, apartado del típico terror gótico del romanticismo. Su mitología incluye gran cantidad de dioses y monstruos venidos de las estrellas para dominar el mundo a través de sus seguidores religiosos, todo ello descrito en relatos opresivos ambientados en los Estados Unidos durante los felices años veinte.
Además de las siete ediciones básicas que se han editado hasta ahora de La llamada de Cthulhu, ambientadas en los años 1920, también se han publicado algunas adaptaciones ambientadas en otras épocas: en la época romana y en un futuro próximo (Cthulhu Invictus y Cthulhu Rising, no traducidos aún al castellano), en la Edad Media (Cthulhu Edad Oscura, título original: Cthulhu Dark Ages), en la época victoriana (Luz de gas, título original: Cthulhu by Gaslight) y en la época actual (Cthulhu Actual, título original: Cthulhu Now).

## El juego en español
La tercera edición estadounidense de La llamada de Cthulhu fue traducida y publicada en España por la editorial barcelonesa Joc Internacional a partir de septiembre de 1988. Después de que la editorial Dalmau Carles Pla S.A. tradujera y publicara Dungeons & Dragons en 1985 La llamada de Cthulhu fue el segundo juego de rol en ser publicado en España así como el primero en ser publicado por Joc Internacional. Además de reimprimir el libro básico siete veces más hasta 1997 esta editorial también tradujo y publicó catorce suplementos, uno de ellos (El Guardián de los Arcanos) conteniendo la pantalla del director de juego (que es a quien precisamente el juego denomina guardián de los arcanos mientras que denomina investigadores a los jugadores). Es de notar que en los años 80 y 90 algunos de los primeros clubs de rol españoles, como Auryn con Ricard Ibáñez o Los Pelotas con Álex de la Iglesia, crearon numerosos suplementos para La llamada de Cthulhu, prueba del temprano éxito alcanzado en España por este juego de rol.
Cuando en 1998 Joc Internacional firmó su balance de cierre Chaosium pasó la licencia de explotación a la editorial La Factoría de Ideas, quien no retomó las ediciones de Joc Internacional sino que tradujo directamente la edición que acababa de ser publicada por aquel entonces, la edición 5.5, una versión revisada de la quinta edición estadounidense.
Además de las aventuras y las ayudas de juego creadas por los aficionados y publicadas en varias revistas, en España se publicó el suplemento La piel de toro, con aspecto similar a las ambientaciones estadounidenses pero en el que se describía la España de la década de 1920, con amplia información y toques de los Mitos de Cthulhu. Este módulo independiente (creado por Ricard Ibáñez) fue publicado por primera vez en 1997 por Joc Internacional y reeditado en 2004 por Proyectos Editoriales Crom. La reedición de 2004 utilizaba como sistema de reglas tanto el sistema d20 como el clásico BRP.
El 11 de diciembre de 2008 Edge Entertainment anunció en su sitio web que publicaría la sexta edición de La llamada de Cthulhu, inédita en español. En su comunicado Edge afirmaba que además incorporaría textos revisados y contenido original para que se pudiera jugar sin necesidad de adquirir más libros que el manual básico, proporcionando suficiente información para la creación de personajes y aventuras sin ningún tipo de restricciones. En el citado comunicado, Edge afirmaba: «la sexta edición de este mítico título verá la luz durante 2009». Sin embargo el año transcurrió sin que dicha sexta edición fuese publicada y sin que se emitiesen más comunicados. Finalmente la 6.ª edición, a cargo de Edge Entertainment, salió a la venta el 9 de diciembre de 2011, coincidiendo con el 30 aniversario de la primera edición del juego.
Posteriormente, en 2020, Edge Entertainment publicó la séptima edición de La llamada de Cthulhu, con cambios notables en el sistema de juego. Explicó que el retraso se produjo debido a que la editorial original del juego tuvo graves problemas legales y de deudas, que hacía imposible continuar trabajando con ella. La marca fue vendida a otra editorial y Edge Entertainment pudo trabajar para sacar la nueva edición. Mandó la primera versión a la imprenta en marzo de 2019.

## Ediciones estadounidenses publicadas por Chaosium
- Call of Cthulhu, primera edición (1981)
- Call of Cthulhu Designer's Edition, edición del diseñador de juego (1982)
- Call of Cthulhu, segunda edición (1983)
- Call of Cthulhu, tercera edición (1986)
- Call of Cthulhu, cuarta edición (1989)
- Call of Cthulhu, quinta edición (1992)
- Call of Cthulhu, edición 5.5 (1998)
- Call of Cthulhu, edición 5.6 (2000)
- Call of Cthulhu 20th anniversary edition, edición del vigésimo aniversario (2001)
- Call of Cthulhu Miskatonic University edition (2001)
- Call of Cthulhu, sexta edición (2004)
- Call of Cthulhu, edición del vigésimo quinto aniversario (2006)
- Call of Cthulhu, edición del trigésimo aniversario (2011)
- Call of Cthulhu, séptima edición (2014)

## Ediciones estadounidenses publicadas por Wizards of the Coast
- Call of Cthulhu D20 (2001)

## Libros básicos y módulos publicados en castellano

### Joc Internacional
- La llamada de Cthulhu, libro básico, primera edición traducida en septiembre de 1988 (de la tercera edición original) y reimpresa siete veces hasta octubre de 1997
- Fragmentos de Terror
- El manicomio
- Solo contra el Wendigo
- El terror que vino de las estrellas
- El guardián de los Arcanos
- Los hongos de Yuggoth
- La maldición de los Cthonians
- Las sombras de Yog-Sothoth
- Solo contra la oscuridad
- El rastro de Tsathogghua
- Cristal de Bohemia
- Las Tierras del Sueño
- La semilla de Azathoth
- Las máscaras de Nyarlathotep
- Los Primigenios
- Secretos de Arkham
- Terror Austral
- La piel de toro

### La Factoría de Ideas
- La llamada de Cthulhu (libro básico, traducción de la edición 5.5 de Chaosium)
- Compendio de Monstruos
- Corazón del Horror
- Cthulhu Actual
- Cthulhu Edad Oscura
- Equipo del Guardián
- Pantalla del Guardián
- Manual del Guardián
- Estigma de la Locura
- Guía de El Cairo
- Guía de Londres
- Guía de Nueva Orleans
- Guía de Investigador de los Años 20
- H.P. Lovecraft, Dunwich
- Huida de Innsmouth
- Luz de Gas (Cthulhu by Gaslight)
- Los Primigenios
- Reino de las Sombras
- Secretos de Nueva York
- La llamada de Cthulhu D20 (libro básico traducido de la edición de Wizards of the Coast)
- La Cosa en el Umbral
- Proyecto Rainbow
- Tierra de Nadie
- Cthulhu: el Final de los Tiempos
- Acólitos
- Amos ocultos
- Antes de la caída
- El Bosque de los Mil Retoños
- Cálculos Mortales
- En las Sombras
- Extraños Evos
- Kingsport
- Más allá de las Montañas
- Horror en el Orient Express
- Oscuros Designios
- Resección en el Tiempo
- El Rey de Chicago
- Secretos
- La Semilla de Azathoth
- Las Sombras de Yog-Sothoth
- El Triángulo de las Bermudas
- Guía de la Universidad Miskatonic

### HT Editores
- Mortal Coils, espiral mortal (un compendio de escenarios traducido en 2000 por HT Editores, editorial canaria que cerró tras haber publicado este único libro)

### Proyectos Editoriales Crom
- La piel de toro (2004, reedición del suplemento publicado en 1997 por Joc Internacional)

### Edge Entertainment
- La Llamada de Cthulhu. Edición Primigenia, libro básico, publicado el 9 de diciembre de 2011 (de la sexta edición original).
- Pantalla del Guardián, publicado el 9 de diciembre de 2011 (de la 6.ª edición americana, que a su vez es adaptación de la 6.ª edición francesa).
- Las Máscaras de Nyarlathotep, campaña de aventuras. Publicada por primera vez de forma completa en castellano el 31 de agosto de 2012 (de la cuarta edición original).
- La Guía del Investigador de los Años 20, manual de referencia para jugadores. Publicado en septiembre de 2013 (de la cuarta edición original).
- Las Mansiones de la Locura, suplemento de aventuras tipo "One-Shot". Publicado por primera vez en castellano en diciembre de 2014 (de la segunda edición original).
- Los Harapos del Rey, campaña de aventuras. Publicación prevista por primera vez en castellano en 2018 (de la primera edición original).

## Juegos relacionados
Chaosium ha concedido licencias a otras editoriales estadounidenses para el uso del sistema de juego de La llamada de Cthulhu, en particular con el juego independiente Delta Green, de Pagan Publishing. De esta línea de productos los libros Delta Green Básico y Delta Green Aventuras han sido traducidos al castellano por La Factoría de Ideas. Otras licencias para juegos de Cthulhu son por ejemplo las acordadas a Miskatonic River Press, Theater of the Mind Enterprises, Triad Entertainment, Games Workshop, Fantasy Flight Games, RAFM, Grenadier Models y Yog-Sothoth.com. Estos diferentes productos se ambientan en diferentes épocas e incluso en diferentes universos de juego que los del juego de rol original.

### El rastro de Cthulhu
El 1 de marzo de 2008, Pelgrane Press publicó El rastro de Cthulhu (Trail of Cthulhu), un juego de rol independiente creado por Kenneth Hite con el sistema Gumshoe y desarrollado por Robin Laws. En junio del mismo año el juego fue traducido al castellano por Edge Entertainment.

### Shadows of Cthulhu
En septiembre de 2008, Reality Deviant Publications publicó Shadows of Cthulhu, un suplemento que aporta una ambientación lovecraftiana al sistema True20 de la editorial Green Ronin Publishing.

### CthulhuTech
Otro juego de rol ambientado en los mitos de Cthulhu pero adaptado a un entorno de ciencia ficción es CthulhuTech. Publicado originalmente en inglés por Catalyst Game Labs en 2007 CthulhuTech fue traducido y publicado en castellano por Edge Entertainment en enero de 2011.

### Cultos Innombrables
El último juego de rol relacionado con los Mitos de Cthulhu publicado en español es Cultos Innombrables, usando como sistema de juego el sistema HITOS (el cual a su vez se basa en el sistema FATE). En esta ocasión pone a los jugadores por primera vez en el papel de sus tradicionales adversarios, puesto que en ahora los roles a interpretar son los de los sectarios dedicados al culto de las entidades de los Mitos; la ambientación del juego se desarrolla en la época actual. Se trata de una creación original de la editorial española Nosolorol Ediciones lanzado a finales del año 2014.

### Juegos de cartas
- Mythos fue un juego de cartas coleccionables basado en los mitos de Cthulhu y que Chaosium produjo y comercializó a mediados de los años 90. El juego fue un fracaso comercial pero es importante mencionarlo pues su fracaso afectó a la compañía hasta el punto de reducir su capacidad de producir material para La llamada de Cthulhu.

- Call of Cthulhu, the Living Card Game es otro juego de cartas coleccionables, pero más reciente y producido por la empresa Fantasy Flight Games. La editorial sevillana Edge Entertainment lo ha traducido al castellano y lo comercializa desde 2009 con el título La llamada de Cthulhu, el juego de cartas.

### Reglas
- Cthulhu Guía Rápida resumen de las reglas en español

### Editoriales
- Chaosium, la editorial en inglés
- Distrimagen, distribuidora española de la v. 5.5 del juego en español
- Edge Entertainment Archivado el 20 de agosto de 2008 en Wayback Machine., distribuidora española de la anunciada v.6.0 en español

### Hojas de personaje
- Hojas de personaje para varias ediciones de La llamada de Cthulhu, descarga libre de derechos

### Juego para móvil
- La llamada de Cthulhu, la oscuridad interior de Mayhem Studio

- Datos: Q1027121